# Mioepitelioma
O mioepitelioma é uma neoplasia benigna de glândulas salivares, com origem nas células mioepiteliais.

## Sinais e sintomas
O mioepitelioma é caracterizado como uma massa bem circunscrita, assintomática, de crescimento lento. Ele não possui nenhuma característica clínica distinta de outros tumores de glândulas salivares.

## Aspectos radiográficos e histológicos

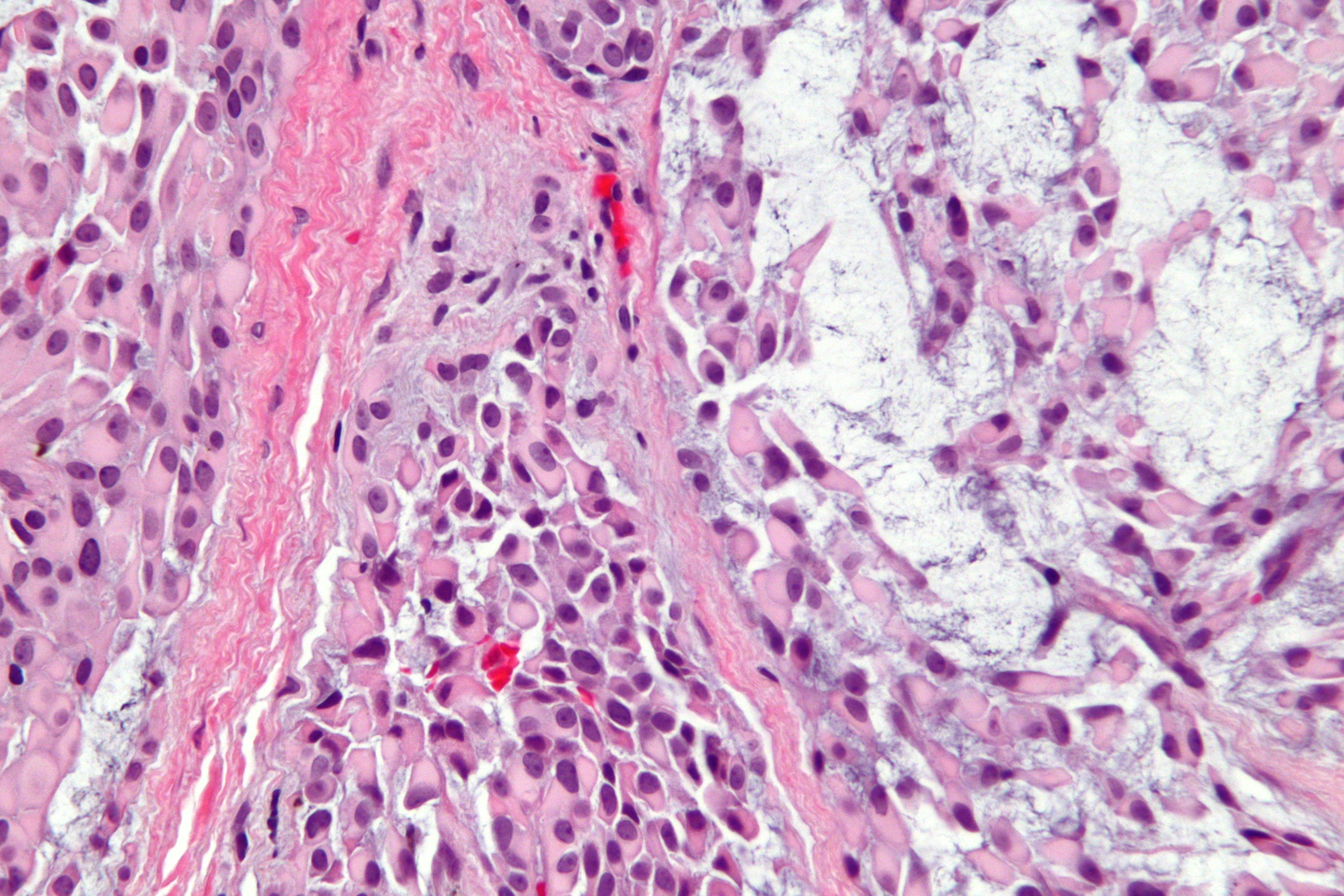
Mioepitelioma: observa-se células tumorais de aspecto plasmocitoide.

Na tomografia computadorizada, normalmente o mioepitelioma se apresenta como uma lesão circunscrita de aspecto hiperdenso com margens lisas ou lobuladas, podendo ou não conter nódulos hiperdensos ou áreas lineares hipodensas em forma de cistos ou linhas. Na ressonância magnética, também se apresenta como uma lesão lobulada bem circunscrita de sinal heterogêneo difuso, mais semelhante a um adenoma pleomórfico.
Histologicamente, é caracterizado por ser predominantemente (>95%) composto por células mioepiteliais, sejam elas de características fusiforme, epitelioide, plasmocitoide, claras ou oncocíticas. São bem delimitados ou até mesmo encapsulados, e o estroma tumoral, quando presente, pode ser fibroso, hialinizado, mixoide ou mucinoso, raramente tendo aspecto lipomatoso. A arquitetura tecidual pode ser dividida em algumas formas: sólida; mixoide; reticular (ou canalicular); ou uma mistura de mais de uma forma, sem diferenciação ductal.
Uma variante rara é o mioepitelioma mucinoso, que contém mucina intracelular e pode se assemelhar ao carcinoma de células em anel de sinete, e deve ser diferenciado por marcadores imuno-histoquímicos do carcinoma secretório.

## Causas
As células mioepiteliais são células contráteis de origem na ectoderme, encontradas em tecido glandular, e auxiliam na excreção da glândula: teoriza-se que a diferenciação das células entre epiteliais e mioepiteliais seja a origem do tumor, o que explica a morfologia variável das células tumorais. Também se teoriza que o mioepitelioma e o adenoma pleomórfico sejam parte de um espectro de tumores com uma mutação no cromossomo 12q em comum.

## Epidemiologia
Representa 1% dos tumores de glândula salivar, afetando principalmente a parótida (40%) e glândulas salivares menores (21%). Usualmente afeta pessoas entre 40 e 50 anos, sem predileção por sexo.
Dos tumores de glândulas salivares maiores, representa 2,2% dos casos e normalmente afeta pacientes mais velhos, com histologia fusiforme ou epitelioide. Das glândulas salivares menores, representa 5,7% de todas as neoplasias e afeta pacientes mais jovens, com histologia plasmocitoide.

## Diagnóstico
O diagnóstico se dá pelo exame anatomopatológico. A imuno-histoquímica pode auxiliar no diagnóstico: normalmente o mioepitelioma é positivo para GFAP, S100, SMA, calponina, HHF35, actina específica de músculo, CD10, CK14, CEA e p63. Contudo, a variante plasmocitoide pode ser negativa para todos os marcadores mioepiteliais.
O diagnóstico diferencial inclui:
- Carcinoma mioepitelial;
- Adenoma de células basais;
- Adenoma pleomórfico;
- Plasmocitoma;
- Hemangiopericitoma;
- Histiocitoma fibroso;
- Leiomioma;
- Leiomiossarcoma;
- Sarcoma sinovial;
- Tumores da bainha nervosa (neurilemomas, Schwannomas);
- Outras neoplasias de tecidos moles de aspecto fusiforme.

## Prognóstico e tratamento
O mioepitelioma possui bom prognóstico, tendo menor chance de recidiva do que o adenoma pleomórfico. O tratamento de escolha é a ressecção cirúrgica total com margens livres, e a ressecção incompleta aumenta as chances de recidiva; o acompanhamento regular é recomendado.
A transformação maligna em um carcinoma mioepitelial é extremamente rara.